# Nintendo DS Rumble Pak
Nintendo DS Rumble Pak är ett tillbehör till den bärbara konsolen Nintendo DS. Tillbehöret har i stort sett samma funktion som ett Rumble Pak avsett för Nintendo 64. Tillbehöret har samma form som ett Game Boy Advance-cartridge men fyller endast sin funktion om den användas tillsammans med en Nintendo DS. På grund av att Nintendo DSi inte har någon Game Boy Advance-port så innebär det att Rumble Pak inte går att använda på modellen.

## Två versioner
Detta tillbehör passar men är inte tänkt att användas tillsammans med den nya enheten Nintendo DS Lite, till denna konsol kommer en speciellt anpassad version som heter Nintendo DS Lite Rumble Pak som har fått ett nytt utseende som bättre passar ihop med den nya konsolen.
Följande spel till Nintendo DS stödjer användandet av Nintendo DS Rumble Pak.
- Metroid Prime Pinball
- Metroid Prime: Hunters
- Mario & Luigi: Partners in Time
- Elite Beat Agents
- Super Princess Peach
- Star max: Tactical Assault
- Star Fox Command
- Magnetica
- Clubhouse Games